# Dreifaltigkeitskirche (Ohlsbach)

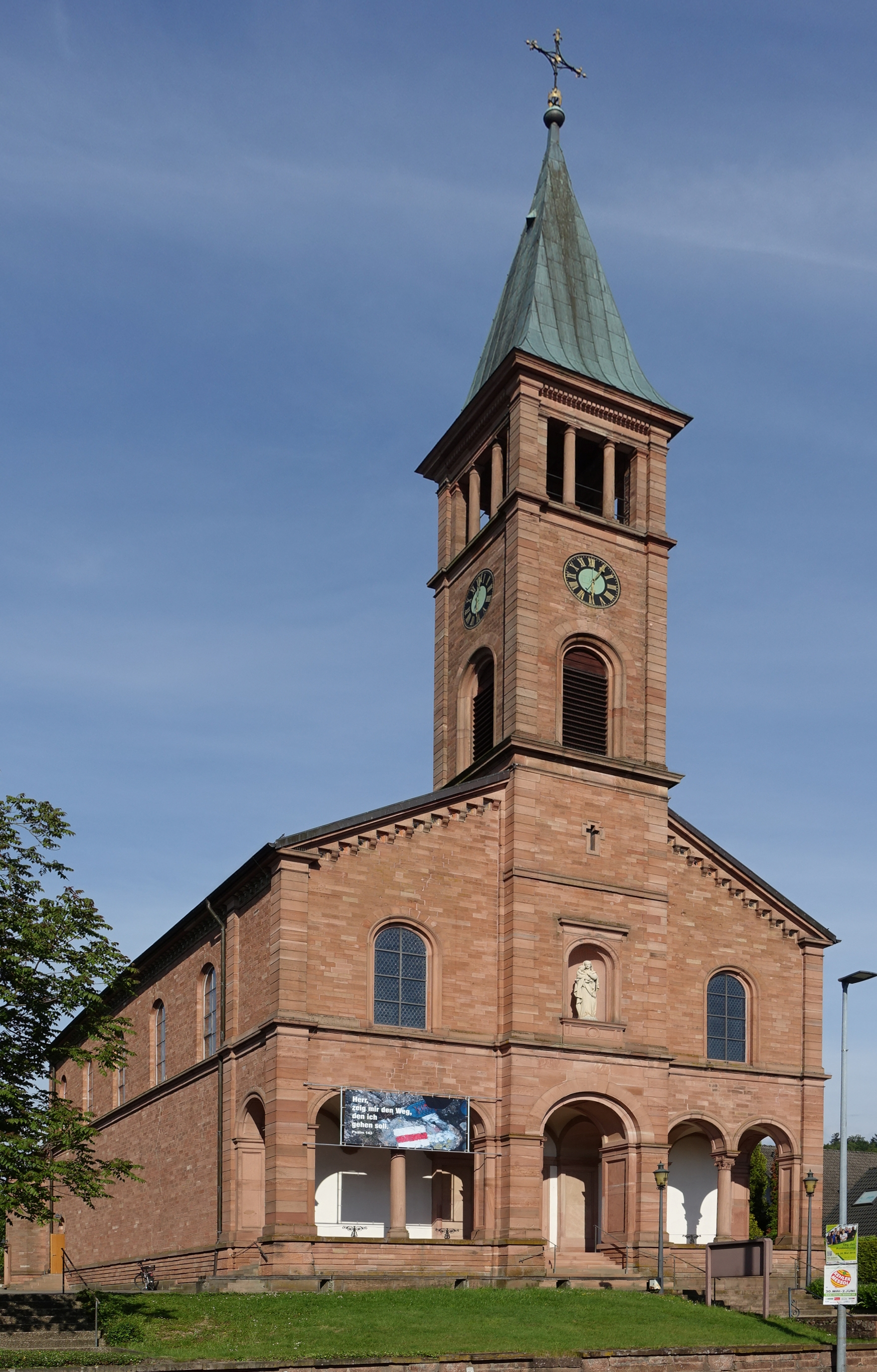
Ohlsbach, Dreifaltigkeitskirche

Die Dreifaltigkeitskirche steht in der Hauptstraße 45 von Ohlsbach, einer Gemeinde im Ortenaukreis in Baden-Württemberg. Seit der Dekanatsreform am 1. Januar 2008 gehört die Kirche zum Dekanat Offenburg-Kinzigtal und gehört zudem zur Seelsorgeeinheit Vorderes Kinzigtal St. Primin. 

## Geschichte
Die Grundsteinlegung für die Kirche erfolgte 1879, fertiggestellt wurde sie 1881. Als katholische Pfarrkirche wurde sie 1896 auf den Namen der „Allerheiligsten Dreifaltigkeit“ geweiht. Umfassend renoviert wurde die Pfarrkirche in den 1970er Jahren. 
Die Kirche bildet mit dem Bruder-Klausen-Haus, das im Jahr 1979 fertiggestellt wurde, das Pfarrzentrum der Kirchengemeinde. Die Kirchengemeinde Ohlsbach ist eine selbstständige Pfarrei. 

## Beschreibung
Die Saalkirche ist im Baustil einer neuromanischen Basilika ohne Querschiff angelegt. Aus dem schiefergedecktem Satteldach wächst der Dachturm heraus. Seine unteren Geschosse treten als Risalit aus dem Giebel hervor. Der Glockenturm trägt ein spitzes Pyramidendach über einem Luftgeschoss. Darunter befindet sich die Glockenstube. Sie enthält ein Geläut aus vier Kirchenglocken, die in einem 2007 sanierten alten Glockenstuhl aus Holz in zwei Gefachen auf zwei Etagen hängen.
| Glocke | Schlagton | 0Gewicht0 | Durchmesser | Material     | Gießer    | Gießjahr |
| ------ | --------- | --------- | ----------- | ------------ | --------- | -------- |
| 1      | e’+2      | 1050 kg   | 1250 mm     | Sonderbronze | Junker    | 1950     |
| 2      | fis’+9    | 780 kg    | 1104 mm     | Sonderbronze | Junker    | 1950     |
| 3      | gis’+2    | 600 kg    | 995 mm      | Sonderbronze | Junker    | 1950     |
| 4      | h’+1      | 300 kg    | 808 mm      | Bronze       | Grüninger | 1904     |

In den Uhrschlag sind alle vier Glocken integriert. Den Viertelstundenschlag übernehmen die kleinen Glocken, den Stundenschlag die große Glocke.
Das Portal liegt unter dem Turm hinter einem Bogengang aus fünf Arkaden. Das Innere des Kirchenschiffs enthält eine Kassettendecke, die Apsis wird von einem Tonnengewölbe überspannt, das mit einer Kappe endet. Das Halbrund und beide Seitenfronten der Apsis trugen ursprünglich Mosaike, sie wurden bei der letzten Renovierung übermalt. In der Kirche hingen einst die Gemälde Der barmherzige Samariter von Josef Heinenmann (1825–1901), der es zwischen 1880 und 1889 schuf, und Die Kreuzigung. Sie sind nicht mehr vorhanden.

## Orgel
1902 wurde für die Kirche eine Orgel der Orgelbauwerkstatt Wilhelm Schwarz & Sohn angeschafft. Nachdem sie nicht mehr bespielbar war, wurde sie 1975 durch eine von Claudius Winterhalter ersetzt. das Instrument verfügt über 25 Register, die auf zwei Manuale und Pedal verteilt sind, und hat folgende Disposition:
| I Hauptwerk C– |       |
| Bourdon        | 16′   |
| Prinzipal      | 08′   |
| Holzflöte      | 08′   |
| Gamba          | 08′   |
| Prästant       | 04′   |
| Holztravers    | 04′   |
| Oktavin        | 02′   |
| Larigot        | 1 ⁄3′ |
| Mixtur IV      | 01′   |
| Trompete       | 08′   |

| II Schwellwerk C– |        |
| Gedackt           | 08′    |
| Salicional        | 08′    |
| Dolce             | 08′    |
| Prinzipal         | 04′    |
| Gemshorn          | 04′    |
| Quinte            | 2 ⁄3′  |
| Oktave            | 02′    |
| Terz              | 1 3⁄5′ |
| Sifflet           | 01′    |
| Vox humana        | 08′    |
| Tremulant         |        |

| Pedal C–    |     |
| Subbass     | 16′ |
| Violonbass  | 16′ |
| Oktavbass   | 08′ |
| Tenoroktave | 04′ |
| Fagottbass  | 16′ |

- Koppeln: II/I, I/P, II/P
- Spielhilfe: 2 freie Kombinationen, Jalousieschweller (Schwellwerk)